# Asarkina eremophila
Asarkina eremophila är en tvåvingeart som beskrevs av Friedrich Hermann Loew 1858. Asarkina eremophila ingår i släktet Asarkina och familjen blomflugor. Inga underarter finns listade i Catalogue of Life.